# Feliks Ostaszewski

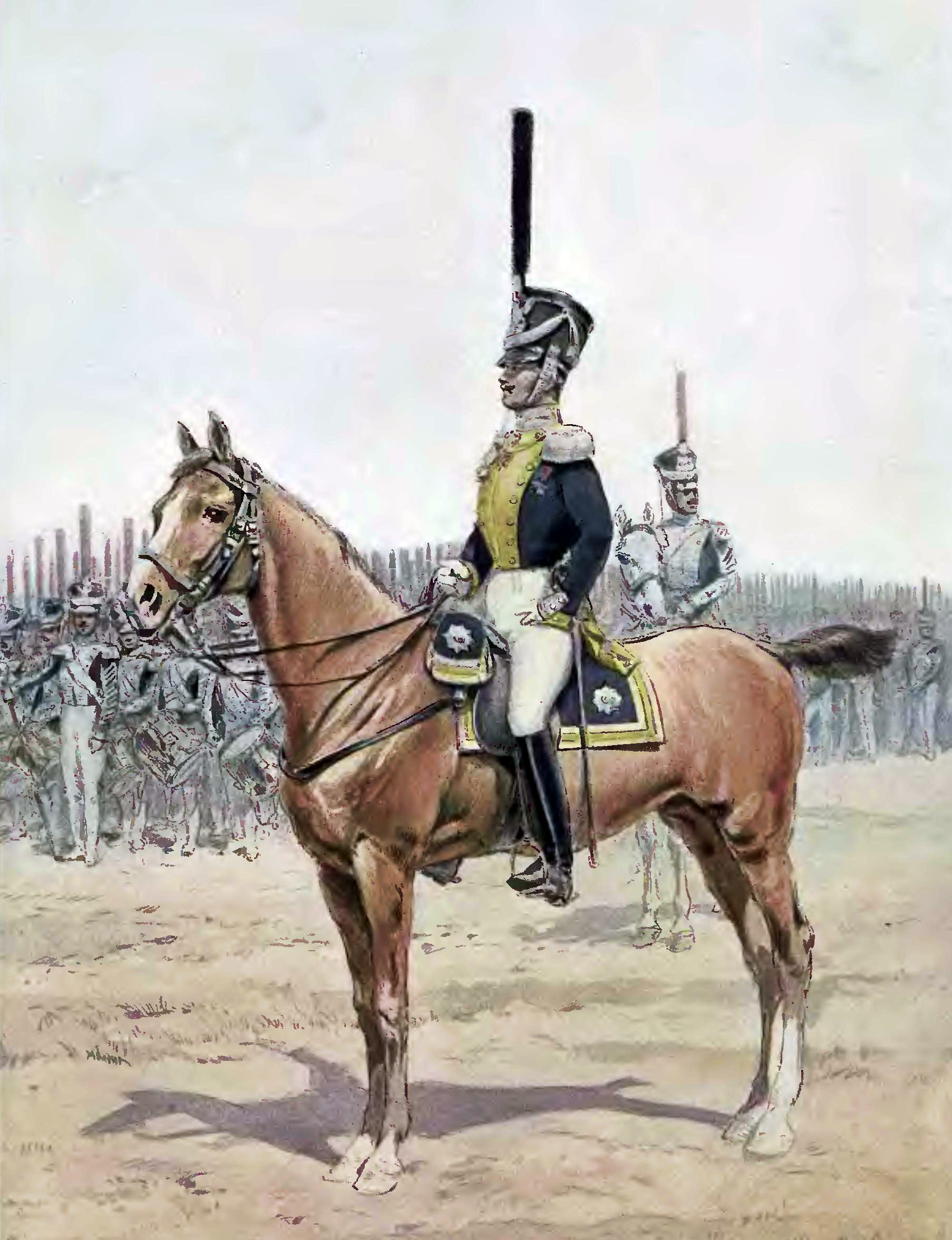
Oficer grenadierów gwardii

Feliks Ostaszewski (ur. 18 maja 1807 w Woli Młockiej, zm. 24 maja 1876 w Warszawie) – kapitan, uczestnik powstania listopadowego, kawaler Orderu Virtuti Militari.

## Życiorys
Urodził się 18 maja 1807 w Woli Młockiej w szlacheckiej rodzinie Ostaszewskich herbu Ostoja jako syn Piotra Ostaszewskiego i Marianny z Rogalińskich. Na chrzcie dostał imiona: Feliks Jan Nepomucen Wojciech.
W roku 1825 wstąpił do pułku grenadierów gwardii w armii Królestwa Polskiego.
W powstaniu listopadowym 1830-1831 służył najpierw jako podoficer w pułku grenadierów, od 1 lutego 1831 jako podporucznik, a od 30 lipca 1831 jako porucznik. 
Dnia 8 czerwca 1831 roku otrzymał za waleczność i męstwo krzyż złoty Orderu Virtuti Militari. Karierę wojskową zakończył w randze kapitana. 
Dnia 15 października 1831 roku przeszedł z armią generała Macieja Rybińskiego granicę z Prusami, gdzie został wraz z innymi internowany.
Miał dwie siostry, obie zamężne z oficerami: Mariannę (1802-1869) z majorem Piotrem Czartoryskim (1787-1866) i Wiktorię (1805-1848) z kapitanem Tomaszem Galewskim.
Umarł 24 maja 1876 w Warszawie. Jego śmierć odnotował “Kalendarz Ilustrowany” na rok 1877, umieszczając go wśród wybitnych osobistości życia społecznego zmarłych w 1876 roku..